# Isidoro Muñoz Alegría
Isidoro Muñoz Alegría (Molina, 12 de junio de 1901-Santiago, 13 de diciembre de 1982) fue un profesor y político radical chileno. Hijo de Isidoro Muñoz y Juana Alegría, contrajo matrimonio con María Ida Berg Cruzat en 1935.

## Actividades profesionales
Estudió en el Liceo de Talca y de Curicó. Cursó pedagogía general básica en el Instituto Pedagógico de la Universidad de Chile. Sin embargo, se desempeñó como funcionario de la Caja de Seguro Obligatorio (1926).

## Actividades políticas
Militante del Partido Radical, llegó a ser presidente de la Juventud Radical (1924-1925).
Elegido Diputado por el 1.er. Distrito Metropolitano: Santiago (1941-1945), participando de la comisión permanente de Trabajo y Legislación y Social.
Reelecto Diputado por Santiago (1945-1949), integrando la comisión permanente de Defensa nacional. Nuevamente elegido Diputado por el mismo distrito (1949-1953), formó parte de la comisión de Constitución, Legislación y Justicia.
En las elecciones de 1953 fue derrotado en las elecciones parlamentarias. Se dedicó entonces al comercio y a la política. Fue presidente y vicepresidente de la Asamblea Radical de Santiago y presidente nacional del Partido Radical (1951).
Volvió al Congreso Nacional como diputado por Santiago (1957-1961), integrando la comisión permanente de Defensa Nacional y la de Vías y Obras Públicas.